# Sony Xperia E
El Sony Xperia E (C1504/5, 1604/5) es un teléfono inteligente Android de gama baja manufacturado por Sony, de la serie Xperia. El mismo fue lanzado al mercado en marzo de 2013, y está disponible en modelo simple banda o de doble banda.

## Hardware
Xperia E está propulsado por un procesador Qualcomm Snapdragon S1 (MSM7227A) de un núcleo. El teléfono tiene 750 mb de memoria para aplicaciones y una memoria interna de 4 GB (2 de ellos accesibles para el usuario) y soporta tarjetas de memoria MicroSD de hasta 32 GB. Posee 512MB de RAM y un GPU Adreno 200.
Su batería Li-ion de 1530 mAh hace que dure hasta 6 horas y 20 minutos estando en uso (6 horas si es 2G), y 530 horas estando en reposo.

## Pantalla
Xperia E posee una pantalla TFT LCD capacitiva de 3.5 pulgadas táctil con capacidad multitáctil. Su resolución es de 320x480 píxeles, y soporta más de 265,000 colores.

## Software
Xperia E corre con Android 4.1.1 Jellybean, con la Interfaz de Usuario Timescape de Sony.

## Otras especificaciones
Xperia E posee una cámara de 3.15 megapíxeles (2048x1536 píxeles), la cual puede capturar tanto fotos como vídeos (FWVGA). También posee Bluetooth v2.1 + EDR con A2DP, GPS Asistido y Wi-Fi IEEE 802.11b/g/n.
El 20 de septiembre de 2013, el precio del teléfino en India fue  9,290 por el de simple banda, y  10,090 por la de doble banda.
El teléfono tiene incorporado el sistema HD Voice, para lograr escuchar y que te escuchen normalmente aunque estés en algún lugar bullicioso, filtrando las otras voces y los sonidos ambientales.

## Aplicaciones únicas de Sony
Debido a su fabricante, el teléfono posee aplicaciones únicas de Sony, como:
- Álbum: típica galería en donde se pueden ver todas las imágenes y vídeos encontrados en cualquier parte del teléfono, escaneándolos automáticamente.
- Películas: permite ver todos los vídeos que se encuentren en la memoria interna y la tarjeta SD y, al igual que en el Álbum, escanea automáticamente, tiene la opción de buscar información de las películas y videos gracias a Gracenote.
- TrackID™: esta aplicación se conoció en los primeros Sony Ericsson con Internet, y sirve para escanear el audio que estés escuchando y mostrar detalles acerca de este.
- WALKMAN: reproductor de música único de Sony, también impulsado por Gracenote que permite buscar información de las canciones y descargar carátulas de los álbumes o canciones.
- SONY SELECT: aplicación de Sony que sugiere las mejores aplicaciones de la compañía y de la tienda.